# 만저우리시

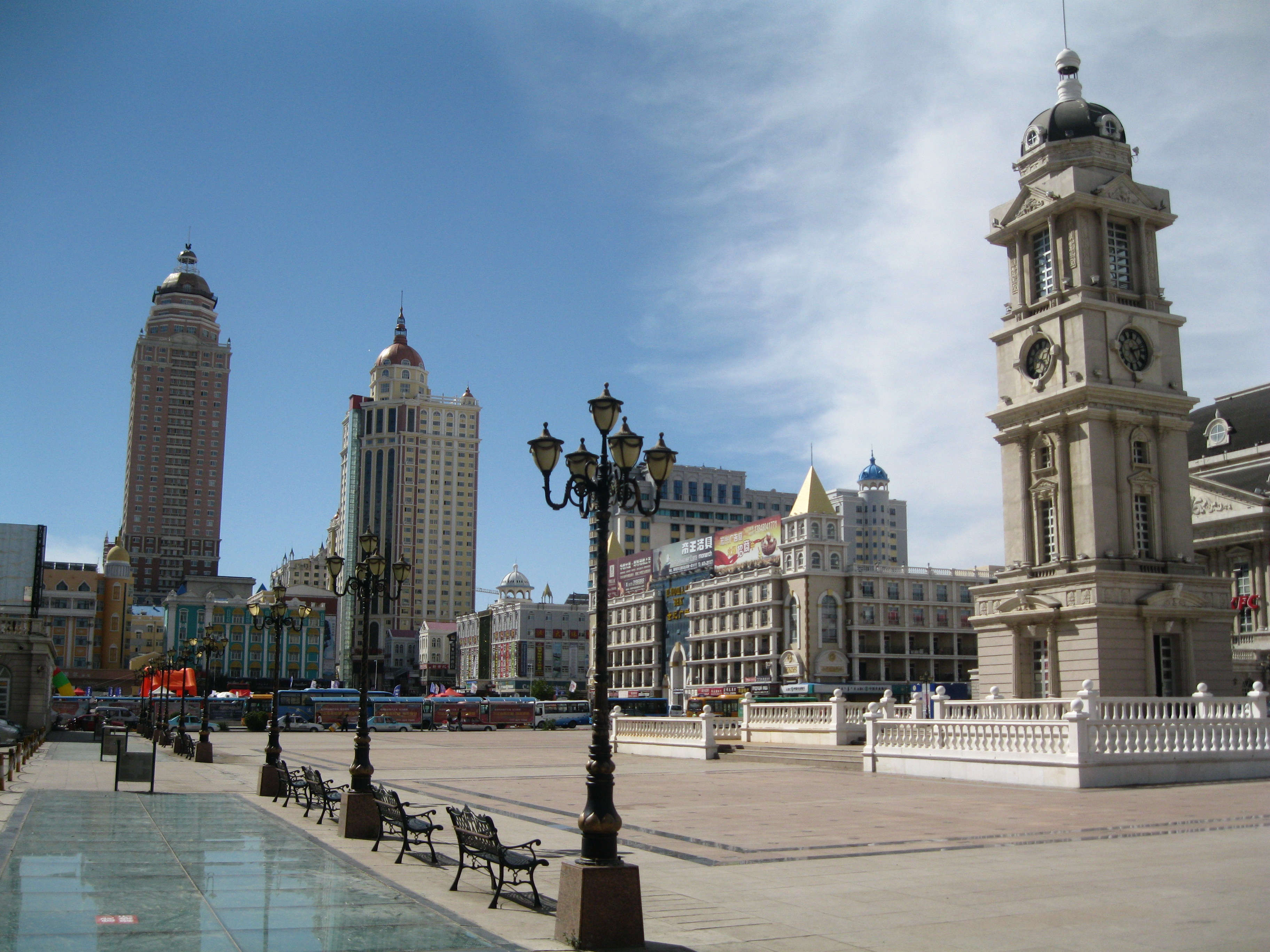

만저우리(몽골어: Манжуур 만주르, 중국조선어: 만주리, 중국어: 满洲里, 병음: Mǎnzhōulǐ, 러시아어: Маньчжурия)는 내몽골 자치구의 후룬베이얼 시의 현급시이다. 중국의 가장 분주한 통관항이다. 넓이는 696 km2이고, 인구는 2020년 기준으로 15만0508명이다.

## 지리
내몽골 자치구 북동쪽에 위치해 있다. 동쪽과 서쪽, 남쪽으로 신바얼후 좌기, 신바얼후 우기와 접하고 북쪽은 러시아와 54 km 길이의 국경을 접한다.
만저우리는 후룬부이르 초원에 위치하고 총 면적 2600 km2로 중국에서 다섯 번째로 큰 담수호이며 평균 수심은 5 m인 후룬호의 바로 북쪽에 위치한다.

### 기후
연평균 기온은 1.3°C이고 연평균 강수량은 229.5 mm이다.
| Manzhouli의 기후                                    | Manzhouli의 기후 | Manzhouli의 기후 | Manzhouli의 기후 | Manzhouli의 기후 | Manzhouli의 기후 | Manzhouli의 기후 | Manzhouli의 기후 | Manzhouli의 기후 | Manzhouli의 기후 | Manzhouli의 기후 | Manzhouli의 기후 | Manzhouli의 기후 | Manzhouli의 기후 |
| 월                                                  | 1월              | 2월              | 3월              | 4월              | 5월              | 6월              | 7월              | 8월              | 9월              | 10월             | 11월             | 12월             | 연간             |
| --------------------------------------------------- | ---------------- | ---------------- | ---------------- | ---------------- | ---------------- | ---------------- | ---------------- | ---------------- | ---------------- | ---------------- | ---------------- | ---------------- | ---------------- |
| 역대 최고 기온 °C (°F)                              | −0.6 (30.9)      | 8.1 (46.6)       | 18.4 (65.1)      | 30.0 (86.0)      | 34.3 (93.7)      | 37.8 (100.0)     | 37.9 (100.2)     | 36.6 (97.9)      | 32.9 (91.2)      | 25.6 (78.1)      | 11.0 (51.8)      | 1.2 (34.2)       | 37.9 (100.2)     |
| 일일 평균 기온 °C (°F)                              | −23.3 (−9.9)     | −19.4 (−2.9)     | −9.9 (14.2)      | 1.8 (35.2)       | 10.9 (51.6)      | 17.4 (63.3)      | 19.6 (67.3)      | 16.9 (62.4)      | 9.6 (49.3)       | −0.1 (31.8)      | −12 (10)         | −20.3 (−4.5)     | −0.63 (30.68)    |
| 역대 최저 기온 °C (°F)                              | −40.5 (−40.9)    | −40.5 (−40.9)    | −33.1 (−27.6)    | −21.6 (−6.9)     | −11.6 (11.1)     | −2.4 (27.7)      | 2.5 (36.5)       | 0.8 (33.4)       | −9.5 (14.9)      | −23.8 (−10.8)    | −34 (−29)        | −39.4 (−38.9)    | −40.5 (−40.9)    |
| 평균 강수량 mm (인치)                               | 0.8 (0.03)       | 0.8 (0.03)       | 2.4 (0.09)       | 6.7 (0.26)       | 16.3 (0.64)      | 59.0 (2.32)      | 98.5 (3.88)      | 76.7 (3.02)      | 32.6 (1.28)      | 6.0 (0.24)       | 1.9 (0.07)       | 1.7 (0.07)       | 303.4 (11.93)    |
| 평균 강수일수 (≥ 0.1 mm)                            | 1.8              | 1.7              | 2.7              | 3.5              | 5.3              | 10.8             | 13.9             | 12.1             | 8.1              | 3.6              | 2.8              | 3.6              | 69.9             |
| 평균 월간 일조시간                                  | 186              | 198              | 248              | 270              | 279              | 300              | 279              | 279              | 240              | 217              | 180              | 155              | 2,831            |
| 가능 일조율                                         | 63               | 72               | 70               | 63               | 61               | 60               | 56               | 59               | 61               | 68               | 63               | 59               | 64               |
| 출처: Weather China, World Climate Guide (sun only) |                  |                  |                  |                  |                  |                  |                  |                  |                  |                  |                  |                  |                  |

## 행정 구역
11개 가도를 관할한다.
- 가도: 东山街道, 道南街道, 道北街道, 兴华街道, 第一街道, 第二街道, 第三街道, 第四街道, 第五街道, 灵泉街道, 新开河街道.

## 역사
고대에 이 지역은 동호, 흉노, 선비, 거란, 여진, 몽골을 포함한 만주에 살던 많은 부족들이 살던 곳이었다. 청나라 초부터 아르군강 유역에서 생겨나 청나라와 러시아의 국경이 되었다. 1896년 중러 밀약에 따라 시베리아, 만주, 러시아 극동을 연결하는 동청 철도가 1901년에 완성되었다. 러시아인들을 위한 만주의 첫 번째 정거장은 만추리야(Manchzhuriya)역 주변으로 정착촌이 형성되었다. 러시아 이름 만추리야(Маньчжурия)는 도시의 현이름 만저우리의 기원이 되었다.
1905년에 중일 조약에 따라 만저우리는 교역 중심지로 지정되었고 만저우리의 성장은 크게 부양되었다. 1908년에 만저우리에 세관이 설치되었다. 중화민국 통치기에 싱안성 관할 하에 있었다. 1927년에 만저우리는 도시로 지정되었다. 만저우리는 1931년에 일본군의 손에 들어갔고 1932~1945년에는 만주국의 일부였다. 1946년부터 중화인민공화국 하에 내몽골 자치구의 일부가 되었다. 1992년에 만저우리는 첫 번째 내륙 개방 도시가 되었다.

## 경제
만저우리는 중국에서 가장 분주한 통관항으로 러시아와 동유럽으로 수출입되는 화물의 60%를 담당하고 있다.

## 주민
만저우리의 주민 중 79%이상이 한족이다. 일부 몽골족, 만주족, 다우르족 기타가 거주한다.
| 연도                                                                    | 인구    | ±%     |
| ----------------------------------------------------------------------- | ------- | ------ |
| 1990                                                                    | 137,000 | —      |
| 2004                                                                    | 160,000 | +16.8% |
| 2007                                                                    | 163,441 | +2.2%  |
| 2010                                                                    | 249,473 | +52.6% |
| Population size may be affected by changes on administrative divisions. |         |        |

## 교통
베이징과 모스크바에서 기차가 온다. 치타와 크라스노카멘스크, 이르쿠츠크와 울란우데로 관광갈 수 있다.